# Backstugan i Fladalt
Backstugan i Fladalt är ett byggnadsminne i Laholms kommun, Hallands län. Den är troligen byggd i mitten av 1800-talet. Det är den enda bevarade backstugan i området.
Stugan ligger omgiven av skog högt uppe på Hallandsåsen. Den är byggd av gråsten och dess norra långsida är nedgrävd. I backstugan finns en relativt stor jordkällare, en förstuga/kök och ett boningsrum. Till stugan hör även ett fähus med tre båsplatser och en loge. Taket är lagt med taktegel och väggarna är utvändigt klädda med lockpanel. Vinden har använts som höloft och fönstren vetter mot söder. Innerväggarna är delvis förstärkta med tegel och golven består av stenflis.